# Complexo principal de histocompatibilidade
O complexo principal de histocompatibilidade, ou MHC, (do inglês major histocompatibility complex) é uma grande região genômica ou família de genes encontrada na maioria dos vertebrados. É a região mais densa de genes do genoma dos mamíferos e possui importante papel no sistema imune, auto-imunidade e no sucesso reprodutivo. As proteínas codificadas pelo MHC são expressas na superfície das células de todos animais com mandíbula, e apresenta tanto antígenos próprios (fragmentos de peptídeos da própria célula) e antígenos externos (fragmentos de microorganismos invasores) para um tipo de leucócito chamado célula T que tem a capacidade de matar ou coordenar a morte de patógenos, células infectadas ou com função prejudicada.
O sistema imune evoluiu como um mecanismo endógeno para combater a invasão de agentes estranhos no indivíduo. É composto por uma cascata de reações complexas que envolve vários constituintes (células, sinalizadores, etc). O componente mais importante desse sistema é o Complexo Principal de Histocompatibilidade ou MHC, seu aspecto mais visível é sua extraordinária diversidade genética, que originou-se devido às pressões evolutivas que os microorganismos inferiram nos vertebrados com o passar do tempo.
A função do complexo principal de histocompatibilidade é codificar várias proteínas receptoras trans-membranas, que atuam no reconhecimento e na apresentação de constituintes dos agentes estranhos, os antígenos (figura 1). Esse grupo genético nos seres humanos receberam a denominação de Antígenos Leucocitários Humanos (HLA).

## Complexo MHC

Representação esquemática da molécula MHC classe 2.

Como já citado o complexo principal de histocompatibilidade  é surpreendentemente elaborado, possuindo um conjunto de genes que codificam proteínas receptoras localizadas nas membranas  de todos os vertebrados e que atuam no reconhecimento e apresentação dos antígenos.  É creditado o descobrimento desse conjunto gênico a Jean Dausset em 1954, estando localizado no braço curto do cromossomo 6, foi uma das primeiras regiões do genoma humano totalmente sequenciada, devido ao grande interesse principalmente na rejeição de transplantes (área médica) e na coevolução parasito\hospedeiro (biologia evolutiva),  com aproximadamente 4 megabases e 224 locos gênicos.
Esse complexo pode ser dividido em três classes: Classe I (que encontram-se mais próximos da região telomérica), classe II (presentes na região centromérica) e classe III (localizado entres os outros dois componentes) .  Os antígenos de classe I e II são proteínas expressas nas células e tecidos, enquanto os produtos dos genes de classe III são proteínas encontradas no soro ou outros fluidos do corpo. Os antígenos de classe III não participam da rejeição de transplantes.
As pressões evolutivas proporcionaram um nível surpreendente de poligenia e polimorfia, que agem no sentido de possibilitarem a denominação de “geneticamente único” de fato, devido à variedade de alelos (com exceção de gêmeos monozigóticos), além de outras características tais como o desequilíbrio de ligação (que consequentemente reduz a taxa de crossing over), seleção balenceadora (cujos principais mecanismos são a vantagem do heretozigoto e seleção dependente de frequência).

## Desenvolvimento do Complexo Principal de Histocompatibilidade (MHC)
A origem do parasitismo ocorreu quando na evolução de uma das associações ecológicas (competição, mutualismo, predação, etc), uma espécie menor se beneficiou de outra (geralmente maior). Uma população de hospedeiros e uma de patógenos já estão em conflito por definição. O objetivo dos hospedeiros é reduzir o dano, por supressão ou erradicação do patógeno, enquanto que o objetivo do parasito é abrigar-se e tornar o hospedeiro uma fonte de alimento.
É impossível entender o desenvolvimento do complexo MHC sem saber o Conceito da Corrida Armamentista, uma metáfora que explica uma competição na qual parasito e hospedeiro enfrentam-se para alcançar seus objetivos, que só será possível com o surgimento de adaptações que reduzam o valor adaptativo do oponente. A corrida armamentista é o mecanismo da Teoria da Rainha Vermelha, outra metáfora que fora criada por Leigh Van Valen e que explica que patógenos e hospedeiros produzem adaptações num mesmo nível, como se na corrida eles possuíssem a mesma velocidade, ou seja, não saíssem do lugar. É justamente nesse contexto de adaptações que os vertebrados desenvolveram o sistema imunológico e seu principal componente, o Complexo Principal de Histocompatibilidade.

## Instrumentos de Infecção dos Parasitos
Os patógenos são inimigos formidáveis, características tais como reprodução rápida e com grande número de descendentes, tempo de vida curto e altas taxas de mutação tornaram a tarefa dos animais de manterem-se saudáveis, ainda mais difícil. Os vírus e bactérias, especificamente nos seres humanos, são ainda mais esguios pois nós, praticamente, não sofremos seleção natural (ocasionada pela medicina e pela biologia evolutiva).

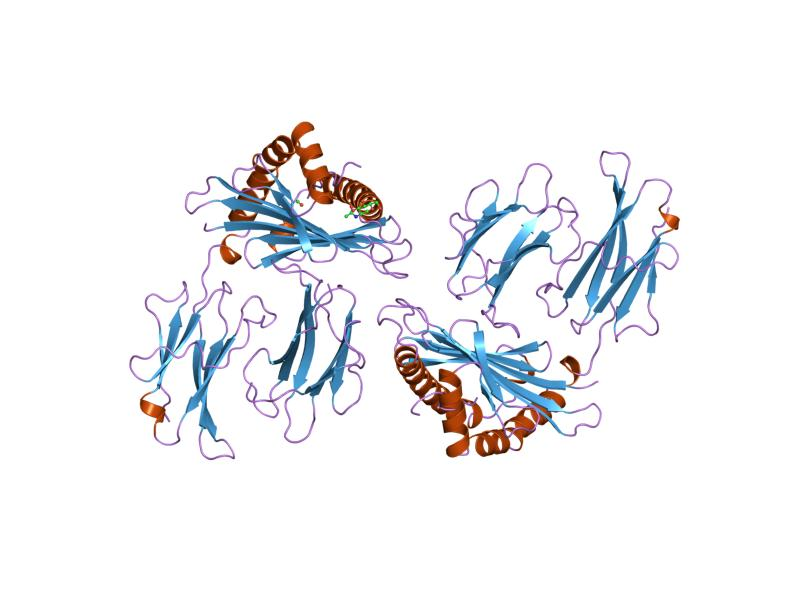
Representação da estrutura molecular do Complexo MHC.

No contexto atual evidenciam-se três principais pressões seletivas que os vírus e bactérias nos impõem:
- A primeira é relativa a alta taxa evolucional do vírus influenza A, vírus da gripe, que em 1918 ficou entre as pestes mais devastadoras da história, e matou entre 50-100 milhões de pessoas[3][4].  Esse vírus possui oito fitas de RNA que codificam onze proteínas, dentre as quais a hemaglutinina é a mais importante, por atuar como um receptor de superfície. Obviamente ela é a primeira proteína a ser, através da apresentação por moléculas de MHC, atacada pelo sistema imune, nessa situação o vírus encontra duas maneiras de sobreviver: encontrar um número extraordinário de hospedeiros imaculados ou alterar a estrutura química da hemaglutinina, de maneira pela qual não haja mais o reconhecimento pelos componentes do MHC, consequentemente não havendo resposta imunológica. A hemaglutinina é denominada como sítio antigênico, pois é a molécula estranha que proteínas do MHC reconhece e apresenta e que o sistema imune memoriza. Essa capacidade foi resultado das substituições de nucleotídeos que causaram troca de aminoácidos nos sítios antigênicos nas moléculas de hemaglutinina. Demonstrando que com o passar das gerações os cepas diferenciaram-se dos ancestrais.
- O segundo exemplo é quanto a resistência a antibióticos, que são produtos químicos que atuam em processos bioquímicos específicos nas bactérias, resultando na morte da mesma. Contudo os antibióticos desempenham um papel secundário de agentes seletivos, separando cepas resistentes das susceptíveis. A diminuição de competidores e, consequentemente, o mais alimento aumenta exponencialmente o crescimento das cepas selecionadas. Willian Bishai e colaboradores (1996)[5]. trataram pacientes tuberculosos com rifampina misturada com outras drogas, os quais apresentavam-se sadios e de maneira brusca morriam. Willian cultivou bactérias dos pulmões dos pacientes mortos e notou que elas continuavam susceptíveis a maioria das drogas, porém resistentes a rifampina. Os pesquisadores realizaram fingerprints genéticos das bactérias susceptíveis e resistentes ao antibiótico, o resultado foi grupos genéticos idênticos a não ser por uma mutação pontual em rpoB. Quando a resistência ao antibiótico é conferida por meio de mutações de perda função, os custos podem ser impostos pela própria perda de função. Quando a resistência a antibióticos é conferida por ganhos de função, os custos podem ser cobrados como despesas de manutenção de genes novos e das proteínas. Um fato ainda mais surpreendente é que, embora a resistência normalmente tenha custo, pode ocorrer mutações adicionas no genoma bactéria que atuam igualando os custos, tornando as resistentes  com o mesmo nível de aptidão.
- Para o terceiro, a virulência, definida como dano causado ao hospedeiro pelo parasita no decorrer da infecção. O nível de virulência está diretamente relacionado com o mecanismo de transmissão do parasito pelo hospedeiro. Antigamente pensava-se que patógenos menos virulentos seriam mais adaptados, pois quanto mais o hospedeiro vivesse mais o patógeno se reproduziria. Contudo esse raciocínio está errado em virtude de quem é mais adaptado não é quem vive mais e sim quem se reproduz mais. Bactérias altamente virulentas podem aumentar de frequência na população se, no mecanismo de matar o hospedeiro, aumentar as chances de serem transmitidas. A seleção natural favorecerá parasitos que obtém o melhor equilíbrio custo\benefício.

## Evolução do MHC
Como é mais fácil notar adaptações nos patógenos, somos induzidos pela conveniência a crer que os vertebrados forçaram os parasitos a evoluírem. Contudo, realidade é exatamente o oposto. Diante dos extraordinários mecanismos adaptativos dos patógenos, os vertebrados sofreram a força moldadora de variabilidade que os obrigou,  há milhares de anos,  a evoluir para não serem infectados ou para amenizar os danos causados pelos patógenos.
A complexidade genômica foi a solução encontrada pelos animais para adquirir mecanismos pelos quais se protegeriam das infecções. Um organismo complexo é aquele que possui muito genes codificantes no material genético. Uma das estruturas mais complexas nos seres vivos é justamente o complexo principal de histocompatibilidade.
O complexo MHC possui uma série de características que lhe conferem um alto grau de complexidade e, consequentemente, uma barreira difícil de ser transpassada. Características como a grande polimorfia (o locos HLA-B possui 1799 alelos já descritos), taxas de heterozigose maiores do que as taxas esperadas sob neutralidade e grande divergência nucleotídica (resulta em alta variabilidade).
A diferenciação entre alelos HLA é uma evidência de que eles são "antigos" quando comparados a alelos neutros. Outra evidência de antiguidade é que eles são compartilhados entre outras espécies que divergiram há muito tempo, um fenômeno conhecido como polimorfismo transespecífico.
Considerando que a seleção balanceadora pode aumentar a variação, ela mantêm alelos numa população por mais tempo do que o esperado, sob neutralidade, o que permite o acúmulo de diferenças maiores que alelos neutros.
A manutenção ao polimorfismo pode ser explicada por:
- Seleção que favorece heterozigotos para locos MHC;
- Seleção a favor de alelos raros de genes do MHC através da coevolução entre patógenos.

A divergência nucleotídica também é marcante em alelos de HLA-A. Por exemplo, diferem, em média, em 3,2% de seus sítios mais que uma ordem de grandeza do que a média genômica em humanos. Uma vez que as taxas de mutação experimentados pelos genes HLA são similares àquelas de outros genes e que os genes HLA experimentam os mesmos nichos afetivos que os demais genes nucleares, a maior variação nos genes HLA sugere uma forma de seleção natural que resulte em alta variabilidade que seja responsável por tal padrão.
A ocorrência de seleção dependente da frequência e seleção a favor do heterozigoto dá origem a um equilíbrio dinâmico com frequência alélicas/haplotípicas flutuantes. Outros fatores, tais como isolamento geográfico ou social e pressões seletivas fortes movidas por infeccções severas podem influenciar o grau de polimorfismo do MHC que surge numa população.
Fatores que influenciaram a variabilidade do Complexo MHC:
- Importância do sexo (recombinação do material genético);
- Seleção balanceadora;
- Vantagem do heterozigoto.